# Spiritual Healing
Spiritual Healing is het derde album van de Amerikaanse band Death. Het album is uitgebracht in 1990. Dit album vertoont de eerste trekjes van het progressieve deathmetal geluid dat de band later zou aannemen en groot zou maken met Human.

## Tracklist
1. Living Monstrosity - 05:09
2. Altering the Future - 05:34
3. Defensive Personalities - 04:46
4. Within the Mind - 05:35
5. Spiritual Healing - 07:44
6. Low Life - 05:23
7. Genetic Reconstruction - 04:53
8. Killing Spree - 04:17

## Credits
- Chuck Schuldiner - Gitaar, zang
- James Murphy - Gitaar
- Terry Butler - Bas
- Bill Andrews - Drums